# 첫, 사랑을 위하여
《첫, 사랑을 위하여》는 2025년 8월 4일부터 방송 중인 tvN 월화 드라마다.

## 기획 의도
예상치 못한 인생 2막을 맞이한 싱글맘과 의대생 딸. 내일이 아닌 오늘의 행복을 살기로 한 그들을 찾아온 끝이 아닌 첫, 사랑의 이야기

## 제작진

### 제작사
- 스튜디오드래곤
- 쇼러너스

### 제작
- 장경익
- 유상원
- 박주연

### 극본
- 성우진

### 연출
- 유제원 : tvN 월화 드라마  《고교처세왕》(연출), MBN 토일 드라마 《천국의 눈물》(연출), tvN 금토 드라마 《오 나의 귀신님》(연출), tvN 금토 드라마 《내일 그대와》(연출), tvN 월화 드라마 《어비스》(연출), tvN 토일 드라마 《하이바이, 마마!》(연출), tvN 토일 드라마 《갯마을 차차차》(연출), tvN 토일 드라마 《일타 스캔들》(연출), tvN 토일 드라마 《엄마친구아들》(연출) 연출

## 등장 인물

### 주요 인물
- 염정아 : 이지안 (40대, 여) 역 - 현장소장

공사판을 휘어잡는 카리스마 넘치는 현장 소장, 효리의 양어머니.
- 박해준 : 류정석 (40대, 남) 역 - 건축설계사

국제 건축상 수상까지 한 유명 건축설계사, 보현의 아버지.
- 최윤지 : 이효리 (20대, 여) 역 - 지안의 양딸, 의대 본과 3학년.

엄마 지안의 자부심인 반듯한 의대생 딸에서, 제대로 삐딱선 탄 방랑 청춘.
- 김민규 : 류보현 (20대, 남) 역 - 정석의 아들, 화훼농원 운영.

청년 농부계의 확신의 센터장이자 청해 마을의 햇살 같은 존재.
- 김선영 : 김선영 (40대, 여) 역 - 건설현장 식당 사장님

지안의 버팀목이 되어주는 의리파 절친이자 건설현장 식당 사장, 음식 맛으로는 어디에도 지지 않는 통칭 "김셰프".
- 양경원 : 윤태오 (30대, 남) 역 - 서핑클럽 운영

세상 힙한 자유로운 영혼이자 바닷마을의 히피 가이

### 청해 마을 사람들
- 김미경 : 정문희 (60대, 여) 역 (4회 ~ ) - 의문의 인물.
- 강애심 : 미미할매 (70대, 여) 역 - 미미상회 운영

미미상회의 주인이자 동네 장승같은 존재, 그 이름 김말순.
- 정영주 : 고이장 (50대, 여) 역 - 마을 이장, 벼농사.
- 박수영 : 고이장 남편 (50대, 남) 역 - 벼농사, 헐렁하지만 정 많은 충청도 남자.

### 보현 친구들
- 정회린 : 김소연 (20대, 여) 역 - 화훼농장, 특수 작물 재배. 영농 후계자.
- 이태훈 : 유동석 (20대, 남) 역 - 식당, 마을 초입에 있는 '동석정육식당' 막내아들.
- 조범규 : 이재동 (20대, 남) 역 - 양파 농사, 2헥타르 유기농 양파밭을 책임지는 청년 농부.

### 주변 인물
- 양유진 : 이숙 (20대, 여) 역 - 대학생, 효리와는 눈빛만 봐도 통하는, 이심전심 베스트 프렌드.
- 남민우 : 김병재 (20대, 남) 역 - 건축사, 류 건축사사무소 직원.
- 금민경 : 한초롱 역 - 지안의 어릴 적 절친

### 지안 건설사 사람들
- 양현민 : 사장 (40대, 남) 역 - TW 건설 사장, 지안이 다니는 건설사 사장. 예의, 성격, 모든 것을 가뿐하게 말아먹은 인간이다.
- 장준휘 : 안 반장 (40대, 남) 역 - 건설 현장 반장, 지안의 직장 동료.
- 박경찬 : 정 부장 (50대, 남) 역 - TW건설 직원, 지안의 직장 동료.
- 미상 : 오종수 역 - 지안의 직장 후배
- 노기용 : 김철민 역 - 지안의 직장 후배

### 그 외 인물
- 유인

### 특별 출연
- 김다흰
- 정만식 : 황 반장 역 - 지안의 직장 동료
- 서영희 : 황현순 역 - 지안의 어머니
- 오나라 : 이여정 역 - 정석의 전처. 보현의 어머니

## 참고 사항
- TVING-Wavve 합병을 앞두고 tvN 신작 드라마 중 처음으로 Wavve를 통해서도 동시 공개된다. 플랫폼 내 예고편 프로모션도 TVING과 같다.

## 같이 보기
- 대한민국의 텔레비전 드라마 목록 (ㅊ)
- 2025년 대한민국의 텔레비전 드라마 목록